# Nerax obscurus
Nerax obscurus là một loài ruồi trong họ Asilidae. Nerax obscurus được Macquart miêu tả năm 1838. Loài này phân bố ở vùng Tân nhiệt đới.